# Abe no Seimei
Abe no Seimei (安倍 晴明 (An bội tình minh) 26 tháng 2, 921一31 tháng 10, 1005) là một Âm Dương sư, một chuyên gia hàng đầu về Âm Dương Đạo vào giữa thời kỳ Heian ở Nhật Bản. Ngoài sự nổi tiếng trong lịch sử, ông là một nhân vật huyền thoại trong văn hóa dân gian Nhật Bản và đã được miêu tả trong một số câu chuyện và bộ phim.